# Zeno Partners
A Zeno Partners é um grupo de investimento em mercados privados com sede em Genebra, Suíça, fundado em 2016 por Duarte Moreira e Christopher Kile. O grupo gere 6 fundos de investimento, e controla milhares de milhões em ativos com um portfolio  de 65 empresas em 13 países.
As estratégias de investimento da empresa incluem private equity, growth equity e venture capital.
Através da sua subsidiária Zeno Ventures, a Zeno Partners fez investimentos iniciais em empresas que são hoje unicórnios, incluindo a Applied Intuition, avaliada em 3,6 mil milhões de dólares, e a Mercury, avaliada em 1,6 mil milhões de dólares.
Em 2021, a Zeno Ventures co-liderou la Série B na empresa de impressão 3D Mighty Buildings ao lado da Khosla Ventures,  uma das melhores empresa de capital de risco da historia.
Em Julho de 2022 a Zeno Partners comprou o grupo financeiro Suíço Tellco, fundado em 2002 e especializado na gestão de fundos de pensões. O grupo Tellco detem ainda 100% do Banco Tellco AG, um banco que gere uma das maiores carteiras independentes de ativos de fundos de pensões Suíços, com 9 mil milhões de ativos sobre gestão pertencentes a 100 mil beneficiarios, e que resultou da compra da totalidade do banco privado Suiço Dominick Bank pelo grupo Tellco em 2017. O Dominick Bank fora fundado pela familia Kennedy  nos anos 90. Parte do grupo Tellco é ainda a gestora de ativos imobiliarios  Tellco Immobilien, que gere um património imobiliário na Suíça de 1,9 mil milhões de ativos, e que detem atualmente 140 imoveis na Suiça.
Em Maio de 2023 e de 2024, a Zeno Partners foi representada pelo seu cofundador e CEO Duarte Moreira na 69ª reunião e 70ª reuniôes do exclusivo Clube de Bilderberg que decorreram respetivamente de 18 a 21 de Maio 2023 em Lisboa e de 30 de Maio a 2 de Junho 2024 em Madrid.    
Em Dezembro de 2023 e Fevereiro de 2024, de acordo com a Bloomberg e outros meios de comunicação social, a Zeno Partners seria  membro de um consórcio  que inclui   a Warburg Pincus, na sequência de uma alegada oferta de 6 mil milhões de euros para adquirir a Altice Portugal.